# Afta
Afta (łac. aphtosis) – otwarte owrzodzenie zlokalizowane na błonie śluzowej jamy ustnej, warg lub języka z wytworzeniem miejscowego stanu zapalnego. Może im towarzyszyć powiększenie okolicznych węzłów chłonnych. Często afty występują z nawrotami (nawracające aftowe zapalenie jamy ustnej). Jeśli pojawiają się częściej niż raz w roku, należy rozważać dodatkowe badania celem stwierdzenia, czy nie towarzyszy im inne schorzenie. Aftoza nawrotowa występuje nieco częściej u kobiet.

## Obraz kliniczny
Zmiana ma charakter płytkiej nadżerki pokrytej białym nalotem i otoczonej rumieniowatym zapalnym obrzeżem, jest bolesna. Afty mogą być różnej wielkości – od 1 mm do 2 cm średnicy, ale najczęściej nie przekraczają 5 mm średnicy. Mogą występować pojedynczo lub w grupach, zazwyczaj na błonie śluzowej podniebienia miękkiego, policzkowej części warg i bocznych powierzchniach języka. Pojawiają się najczęściej w wieku dziecięcym lub młodzieńczym. Owrzodzenia goją się samoistnie w ciągu kilku dni lub tygodni, jednak możliwe są nawroty. Afty pojawiające się częściej niż raz w roku mogą sugerować nawracające aftowe zapalenie błony śluzowej jamy ustnej (stomatitis aphtosa).

## Przyczyny
Wykazano wyraźny związek pojawiania się aft z następującymi czynnikami:
- stres
- gorączka
- urazy mechaniczne, na przykład podczas szczotkowania zębów lub zabiegów stomatologicznych
- przypadkowe (lub celowe – autoagresja) przygryzienie
- alergia
- zmiany hormonalne
- podrażnienia wywoływane pastą do zębów (a właściwie dodecylosiarczanem sodu – jej składnikiem)
- reakcja autoimmunologiczna (jeśli nie stwierdzono braku odporności lub zakażeń wirusami, głównie z rodziny Herpesviridae)
- niedobór witaminy B12, żelaza lub kwasu foliowego
- niektóre leki zwalczające anginę
- zapalenie jelit
- zakażenie wirusem niedoboru odporności
- białaczka (zwykle jeśli dodatkowo występuje leukopenia i małopłytkowość krwi).

Dużą rolę w zachorowaniach na aftozę nawrotową odgrywają czynniki genetyczne oraz predyspozycje rodzinne. Około 30% osób chorujących na aftozę nawrotową ma w swojej najbliższej rodzinie osobę z tą samą dolegliwością. W przypadku występowania tej choroby u obojga rodziców wystąpienie aft u ich dzieci wiąże się z 90-procentowym ryzykiem.

## Zapobieganie i leczenie
W przypadku częstych nawrotów choroby, należy unikać potraw oraz czynników ryzyka wywołujących podrażnienia lub uszkodzenia błon śluzowych jamy ustnej, a także niedoborów witamin (szczególnie B12), żelaza, kwasu foliowego.
W przypadku wystąpienia schorzenia zaleca się płukanie jamy ustnej naparem z szałwii lub nakładanie żelowych środków farmaceutycznych zawierających kwas hialuronowy. Można też stosować rozpuszczalne opatrunki z filmożelu lipidokoloidowego.